# Camminghaslot
Het Camminghaslot, ook wel Jelmerastate of kasteel Cammingha genoemd, was een state in het dorp Ballum op het Nederlandse eiland Ameland.

## Geschiedenis
Het slot werd rond 1425 gebouwd en werd Jelmerastate genoemd, naar de stichter Ritske Jelmera Cammingha. In 1604 werd het bouwvallige kasteel herbouwd door Sicke van Cammingha en zijn vrouw Catharina van Herema. In de binnenhoek van het L-vormige gebouw stond een achtzijdige toren. Het gebouw was qua uitstraling te vergelijken met het kleinere Poptaslot (Heringastate) te Marssum.
Frans Duco van Cammingha is de laatste bewoner van de Amelander tak van het geslacht Van Cammingha. Na de dood van zijn moeder Rixt van Donia in 1681 komt het in bezit van het geslacht Thoe Schwartzenberg en Hohenlansberg. In 1704 wordt Ameland verkocht aan Johan Willem Friso van Nassau-Dietz. In 1711 komt het in bezit van Willem IV en in 1751 van Willem V. De laatste bewoner is Walraven Robert baron van Heeckeren. Op 28 april 1828 werd het slot voor de sloop verkocht aan Jan Scheltema; koopman en aannemer te Nes, voor een bedrag van 1250 gulden. Het puin is gebruikt om de dijk van Terschelling te versterken. Op de plaats staat sinds de jaren 70 het gemeentehuis van Ameland. Er zijn plannen om het slot te herbouwen. In Museum Sorgdrager te Hollum is de film Het slot van Ballum, het Camminghaslot als machtscentrum van een onafhankelijk eiland te zien.

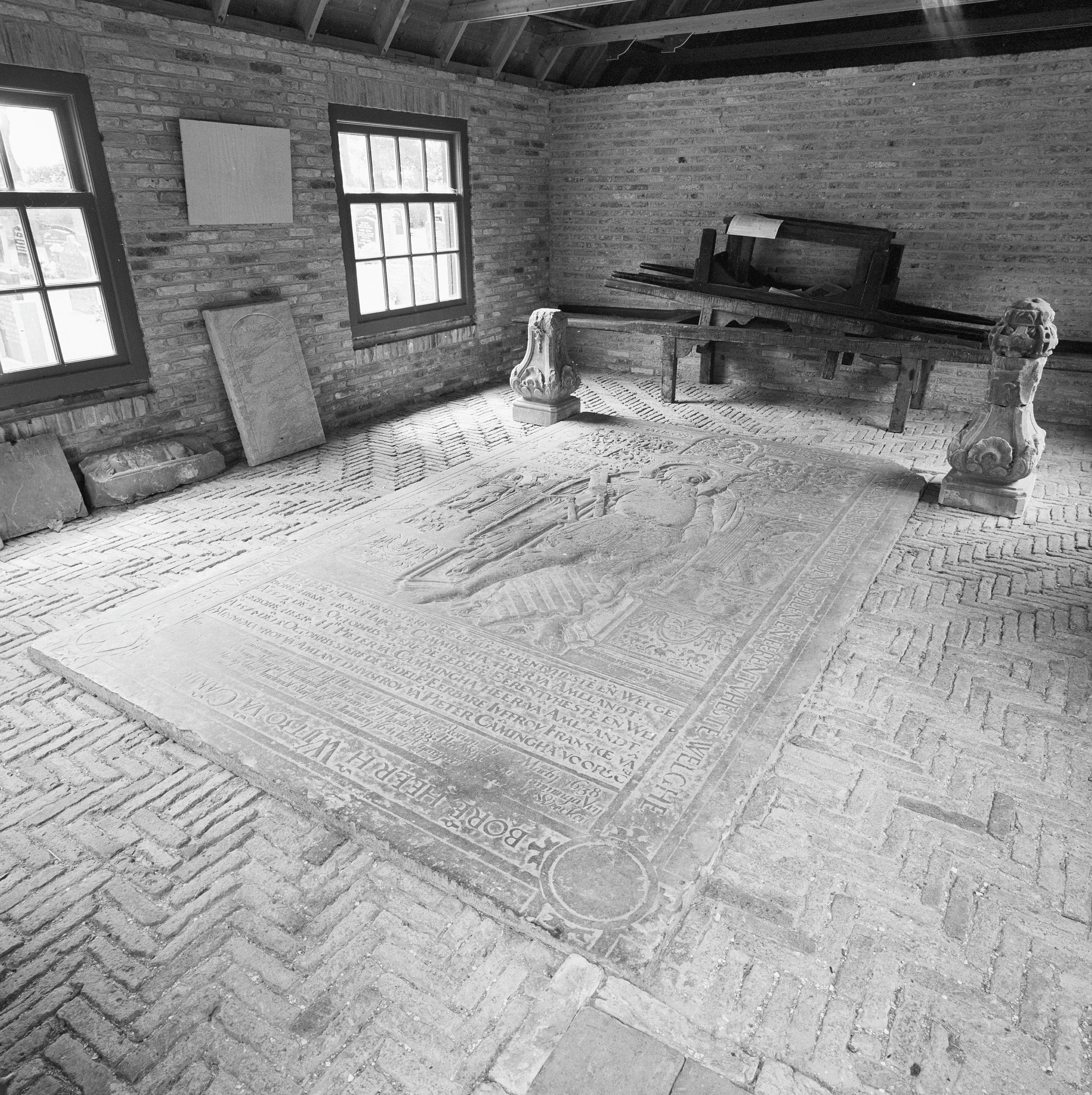
Grafzerk Wytzo van Cammingha in baarhuisje op begraafplaats Ballum afkomstig uit kapel, mogelijk behorend bij het slot.